# Trends and Other Diseases
Trends and Other Diseases är Mats/Morgans debutalbum och utgivet 1996 av Cuneiform Records. 2008 gavs det ut en remastrad utgåva av albumet då två av låtarna ("Ooo Baby Baby" och "Ooo Baby Baby's") togs bort och låten "Vault Soup Medley, Vol. 1" lades till. På skivan gästmedverkar bland annat Dilba, Fredrik Thordendal, JJ Marsh och Jonas Knutsson.

Albumet är dedikerat till musikern Frank Zappa.

## Låtlista
1. "Russin Läsk" (Morgan Ågren) – 5:03
2. "Guardian Witch" (Mats Öberg) – 5:45
3. "Trottsov" (Morgan Ågren) – 2:43
4. "I See You" (Mats Öberg) – 4:44
5. "Stupid Bagatelle" (Mats Öberg) – 2:19
6. "Read My Thoughts" (Mats Öberg) – 9:16
7. "Fire and Audio" (Morgan Ågren) – 6:04
8. "Please Tell Me" (Morgan Ågren, Mats Öberg) – 5:15
9. "Trash Romantic Land" (Mats Öberg) – 4:07
10. "Sockeplast" (Morgan Ågren) – 3:22
11. "What's That Guy's Name?" (Morgan Ågren, Mats Öberg) – 3:27
12. "Ooo Baby Baby" (Fredrik Thordendal, Morgan Ågren) – 1:54
13. "Fialka's House" (Morgan Ågren) – 1:20
14. "Advokaten" (Mats Öberg) – 4:52
15. "Agent Soda" (Mats Öberg) – 3:14
16. "Ooo Baby Baby's" (Fredrik Thordendal, Morgan Ågren) – 1:53
17. "The Krupa Question" – 1:09
18. "Mamma" (Mats Öberg) – 1:58

Total tid: 60:02

## 2008 års utgåva
1. "I See You" – 4:46
  - Morgan Ågren – trummor
  - Mats Öberg – sång, synthesizers, harmonium
2. "Trottsov" – 2:44
  - Morgan Ågren – keyboards, percussion
  - Per Sjöberg – tuba
3. "Guardian Witch" – 5:30
  - Morgan Ågren – trummor, bas, toy ghost
  - Roger Bergström – marimba
4. "Stupid Bagatelle" – 2:19
  - Morgan Ågren – trummor, sång
  - Johan Granström – kontrabas
5. "Russin Läsk" – 5:05
  - Morgan Ågren – trummor, bas
  - Rusk Per – munläten
6. "Read My Thoughts" – 9:16
  1. "Part 1"
  2. "Part 2"

  - Morgan Ågren – trummor, DYMO 
  - Johan Granström – bas
7. "Fire and Audio" – 4:54
  - Morgan Ågren – trummor, keyboards
  - Per Åke Holmlander – kimbassu
8. "Please Tell Me" – 5:13
  - Morgan Ågren – trummor, bas
  - Roger Bergström – marimba, xylofon, glockenspiel
9. "Trash Romantic Land" – 4:08
  - Gunnar Gustafsson – trummor
  - Johan Granström – kontrabas
10. "Sockeplast" – 3:22
  - Morgan Ågren – keyboards
  - Roger Bergström – marimba
11. "What's That Guy's Name?" – 3:36
  - Morgan Ågren – trummor, keyboards, talking calculator
  - Leif Gustafsson – violin
12. "Fialka's House" – 1:17
  - Morgan Ågren – trummor, keyboards
  - Fredrik Söhngen – oboe
13. "Advokaten" – 4:50
  - Morgan Ågren – trummor, bas, röst
  - Jimmy Ågren – slide, röst
14. "The Krupa Question" – 1:08 
  - Liveintervju med Mats Öberg på scen, 1983.
15. "Agent Soda" – 3:13
  - Morgan Ågren – trummor
  - Mats Öberg – synthesizers, harpsichord, munspel
16. "Mamma" – 2:16
  - Morgan Ågren – trummor
  - Gunnar Persson – fagott

Bonusspår på utgåvan från 2008
1. "Vault Soup Medley, Vol 1" (Morgan Ågren) – 14:54

Total tid: 75:51

Inspelning och mixning av Morgan Ågren i UAE Magnetophone mellan 1993 och 1995.